# Funnings kommuna

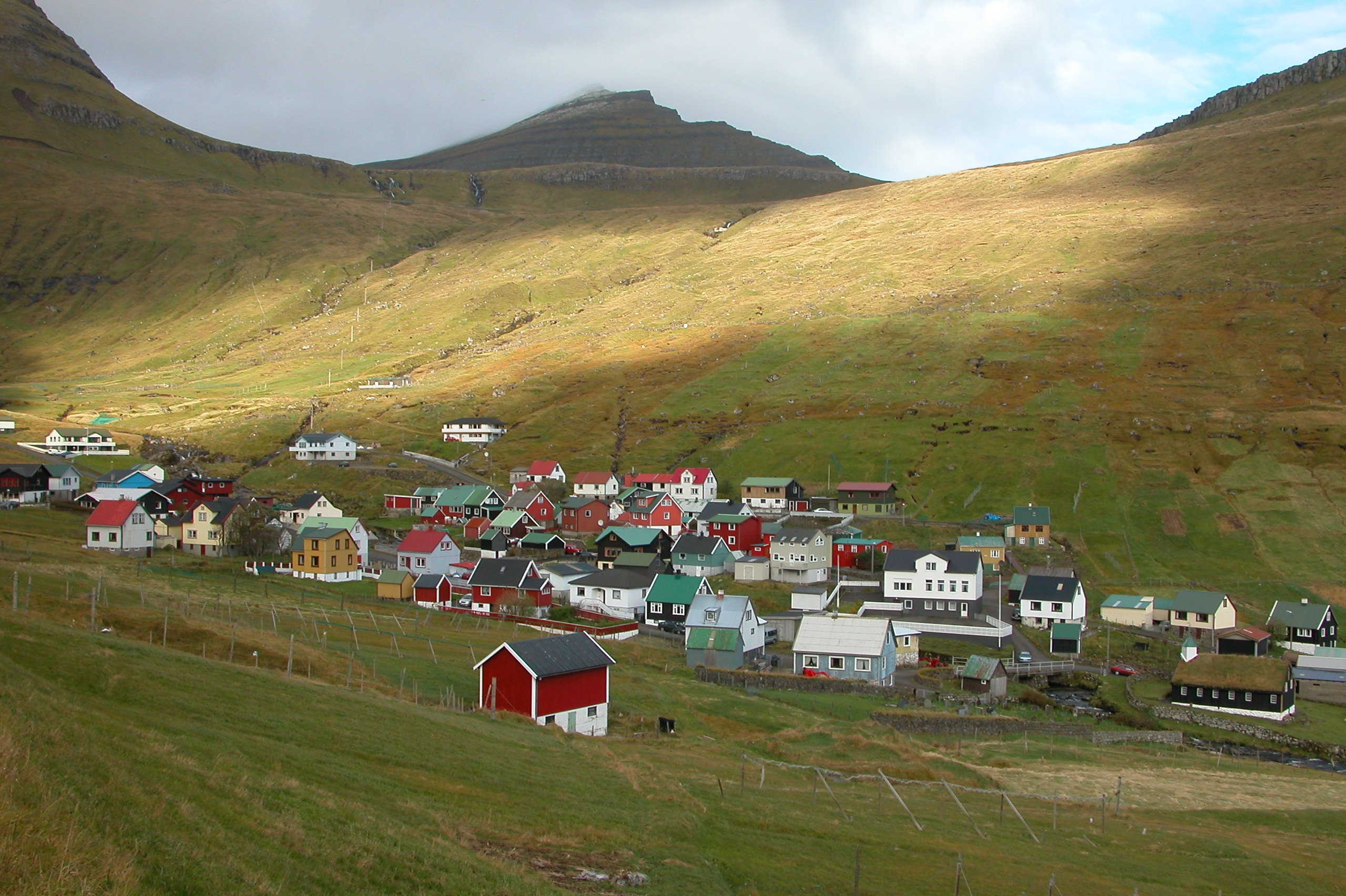
Het plaatsje Funningur

Funnings kommuna was een gemeente in het noorden van het eiland Eysturoy, op de Faeröer. De gemeente omvatte slechts één plaats: Funningur, en was tot haar opheffen in 2008 zowel qua inwoners (72,0%) als oppervlakte (18 km², 1,2%) de kleinste van Faeröer. Sinds 1 januari 2009 is de gemeente opgegaan in de gemeente Runavík.
In de voormalige gemeente ligt de hoogste piek in de archipel, Slættaratindur, met een top van 882 meter, en de tweede op een na hoogste, de Gráfelli (856 m).